# Diores triarmatus
Diores triarmatus es una especie de araña del género Diores, familia Zodariidae. Fue descrita científicamente por Lessert en 1929.
Habita en el Congo.